# Campionatul Mondial de Atletism din 2023 - 200 m (feminin)
Proba feminină de 200 m de la Campionatul Mondial de Atletism din 2023 a avut loc în perioada 23-25 august 2023 pe Centrul Național de Atletism din Budapesta, Ungaria.

## Program
Ora este ora Ungariei (UTC+1)
| Dată      | Oră   | Etapă      |
| --------- | ----- | ---------- |
| 23 august | 12:05 | Calificări |
| 24 august | 19:45 | Semifinale |
| 25 august | 21:40 | Finala     |

## Rezultate

### Calificări
Primele 3 atlete din fiecare serie (C) împreună cu 6 atlete cu cei mai buni timpi (c) s-au calificat în semifinale.
| Loc | Serie | Sportiv                   | Țară                       | Timp  | Note  |
| --- | ----- | ------------------------- | -------------------------- | ----- | ----- |
| 1   | 2     | Sha'Carri Richardson      | Statele Unite ale Americii | 22,16 | C     |
| 2   | 5     | Gabrielle Thomas          | Statele Unite ale Americii | 22,26 | C     |
| 3   | 2     | Marie-Josée Ta Lou        | Coasta de Fildeș           | 22,26 | C, SB |
| 4   | 1     | Anthonique Strachan       | Bahamas                    | 22,31 | C     |
| 5   | 4     | Julien Alfred             | Sfânta Lucia               | 22,31 | C     |
| 6   | 1     | Daryll Neita              | Marea Britanie             | 22,39 | C     |
| 7   | 4     | Natalliah Whyte           | Jamaica                    | 22,44 | C     |
| 8   | 6     | Dina Asher-Smith          | Marea Britanie             | 22,46 | C     |
| 9   | 5     | Kevona Davis              | Jamaica                    | 22,49 | C     |
| 10  | 3     | Shericka Jackson          | Jamaica                    | 22,51 | C     |
| 11  | 6     | Maboundou Koné            | Coasta de Fildeș           | 22,55 | C     |
| 12  | 3     | Veronica Shanti Pereira   | Singapore                  | 22,57 | C, RN |
| 13  | 1     | Jaël Bestué               | Spania                     | 22,58 | C     |
| 14  | 6     | Kayla White               | Statele Unite ale Americii | 22,62 | C     |
| 15  | 2     | Olivia Fotopoulou         | Cipru                      | 22,65 | C, PB |
| 16  | 1     | Favour Ofili              | Nigeria                    | 22,66 | c     |
| 17  | 6     | Dalia Kaddari             | Italia                     | 22,67 | c, SB |
| 18  | 4     | Bianca Williams           | Marea Britanie             | 22,67 | C     |
| 19  | 3     | Jessika Gbai              | Coasta de Fildeș           | 22,78 | C     |
| 20  | 3     | Adaejah Hodge             | Insulele Virgine Britanice | 22,82 | c     |
| 21  | 6     | Krystsina Tsimanouskaya   | Polonia                    | 22,88 | c     |
| 22  | 5     | Tasa Jiya                 | Țările de Jos              | 22,97 | C     |
| 23  | 2     | Polyniki Emmanoulidou     | Grecia                     | 23,00 | c     |
| 24  | 4     | Gina Bass                 | Gambia                     | 23,02 | c     |
| 25  | 2     | Ashanti Moore             | Jamaica                    | 23,12 |       |
| 26  | 2     | Lorène Dorcas Bazolo      | Portugalia                 | 23,13 |       |
| 27  | 1     | Léonie Pointet            | Elveția                    | 23,16 | PB    |
| 28  | 1     | Yunisleydis García        | Cuba                       | 23,22 |       |
| 29  | 5     | Boglárka Takács           | Ungaria                    | 23,24 |       |
| 30  | 5     | Cecilia Tamayo-Garza      | Mexic                      | 23,25 |       |
| 31  | 5     | Martyna Kotwiła           | Polonia                    | 23,34 |       |
| 32  | 4     | Georgia Hulls             | Noua Zeelandă              | 23,36 |       |
| 33  | 3     | Susanne Walli             | Austria                    | 23,38 |       |
| 34  | 1     | Ana Carolina Azevedo      | Brazilia                   | 23,45 |       |
| 35  | 3     | Alexa Sulyán              | Ungaria                    | 23,47 |       |
| 36  | 1     | Aino Pulkkinen            | Finlanda                   | 23,48 |       |
| 37  | 6     | Remi Tsuruta              | Japonia                    | 23,49 |       |
| 38  | 3     | Nicole Caicedo            | Ecuador                    | 23,51 |       |
| 39  | 2     | Anniina Kortetmaa         | Finlanda                   | 23,52 |       |
| 40  | 4     | Julia Henriksson          | Suedia                     | 23,55 |       |
| 41  | 5     | Christine Bjelland Jensen | Norvegia                   | 23,62 |       |
| 42  | 2     | Gorete Semedo             | São Tomé și Príncipe       | 23,69 | SB    |
| 43  | 6     | Rhoda Njobvu              | Zambia                     | 23,82 |       |
| 44  | 6     | Vitoria Cristina Rosa     | Brazilia                   | 23,86 |       |
|     | 4     | Ella Connolly             | Australia                  | NS    |       |

### Semifinale
Primele două atlete din fiecare serie (C) și următoarele două atlete cu cel mai bun timp (c) s-au calificat în finală.
| Loc | Serie | Sportiv                 | Țară                       | Timp  | Note  |
| --- | ----- | ----------------------- | -------------------------- | ----- | ----- |
| 1   | 1     | Gabrielle Thomas        | Statele Unite ale Americii | 21,97 | C     |
| 2   | 3     | Shericka Jackson        | Jamaica                    | 22,00 | C     |
| 3   | 2     | Julien Alfred           | Sfânta Lucia               | 22,17 | C     |
| 4   | 3     | Sha'Carri Richardson    | Statele Unite ale Americii | 22,20 | C     |
| 5   | 2     | Daryll Neita            | Marea Britanie             | 22,21 | C, PB |
| 6   | 3     | Marie-Josée Ta Lou      | Coasta de Fildeș           | 22,26 | c, SB |
| 7   | 1     | Dina Asher-Smith        | Marea Britanie             | 22,28 | C     |
| 8   | 2     | Anthonique Strachan     | Bahamas                    | 22,30 | c     |
| 9   | 2     | Kayla White             | Statele Unite ale Americii | 22,34 |       |
| 10  | 2     | Kevona Davis            | Jamaica                    | 22,34 |       |
| 11  | 3     | Bianca Williams         | Marea Britanie             | 22,45 | PB    |
| 12  | 1     | Natalliah Whyte         | Jamaica                    | 22,52 |       |
| 13  | 3     | Jaël Bestué             | Spania                     | 22,60 |       |
| 14  | 1     | Tasa Jiya               | Țările de Jos              | 22,67 | PB    |
| 15  | 1     | Olivia Fotopoulou       | Cipru                      | 22,73 |       |
| 16  | 1     | Dalia Kaddari           | Italia                     | 22,75 |       |
| 17  | 3     | Veronica Shanti Pereira | Singapore                  | 22,79 |       |
| 18  | 3     | Favour Ofili            | Nigeria                    | 22,86 |       |
| 19  | 2     | Jessika Gbai            | Coasta de Fildeș           | 22,88 |       |
| 20  | 2     | Adaejah Hodge           | Insulele Virgine Britanice | 22,96 |       |
| 21  | 3     | Gina Bass               | Gambia                     | 23,10 |       |
| 22  | 1     | Polyniki Emmanoulidou   | Grecia                     | 23,15 |       |
| 23  | 2     | Krystsina Tsimanouskaya | Polonia                    | 23,34 |       |
|     | 1     | Maboundou Koné          | Coasta de Fildeș           | DS    |       |

### Finala
Finala a avut loc pe 25 august.
| Loc | Sportivă | Țară                 | Timp                       | Note  |         |
| --- | -------- | -------------------- | -------------------------- | ----- | ------- |
| 1   | 6        | Shericka Jackson     | Jamaica                    | 21,41 | RCo, RN |
| 2   | 8        | Gabrielle Thomas     | Statele Unite ale Americii | 21,81 |         |
| 3   | 9        | Sha'Carri Richardson | Statele Unite ale Americii | 21,92 | PB      |
| 4   | 7        | Julien Alfred        | Sfânta Lucia               | 22,05 |         |
| 5   | 5        | Daryll Neita         | Marea Britanie             | 22,16 | PB      |
| 6   | 3        | Anthonique Strachan  | Bahamas                    | 22,29 |         |
| 7   | 4        | Dina Asher-Smith     | Marea Britanie             | 22,34 |         |
| 8   | 2        | Marie-Josée Ta Lou   | Coasta de Fildeș           | 22,64 |         |